# Aptrup Mark
Aptrup Mark er et område i den nordvestligste del af Sall Sogn. I området er ca. 10 gårde og huse beliggende omkring vejen mellem Sall og Thorsø. Gårdene er flyttet ud hertil fra Aptrup kort efter 1830.